# 류기진
류기진(1956년 ~ )은 대한민국의 가수이자 기업인이다.
현재 거주지는 서울특별시이다.

## 학력
- 서라벌고등학교 졸업

## 데뷔
- 2005년 1집 앨범 "그 사람 찾으러 간다"

## 음반
- 2013년 사랑도 모르면서
- 2012년 이겼다
- 2005년 그 사람 찾으러 간다 / 그랬다

## 수상
- 2012년 제19회 대한민국 연예예술상 올해의 10대 가수상
- 2008년 전통가요협회주관 올해의 남자 가수상
- 2008년 연예협회 올해의가수상
- 2006년 대한민국 트로트 가요대상 신인상